# Franciszek Morawski (architekt)
Franciszek Maria Józef Dzierżykraj-Morawski herbu własnego (ur. 28 maja 1886 we Wrocławiu, zm. 29 lipca 1967 w Poznaniu) – polski architekt.

## Życiorys
Był synem ziemianina Mariana Józefa i Emilii z domu Stuhlik. W 1913 ukończył Akademię Sztuk Pięknych w Dreźnie.
W 1916 ożenił się z Joanna Serkowską. Po zakończeniu I wojny światowej mieszkał i pracował w Warszawie jako architekt.
Projektował głównie szkoły i kościoły. W 1920 uzyskał I nagrodę w konkursie na projekt szkoły 7-klasowej w Lublinie.
W 1946 przeniósł się na stałe do Poznania.

## Realizacje w Wielkopolsce
- 1929 – projekt Domu Sierot w Kaliszu,
- 1935 – projekt Kościoła św. Rocha w Poznaniu,
- 1946-1956 – kierownik i architekt odbudowy i regotyzacji katedry poznańskiej,
- 1948 – projekt odbudowy i rozbudowy budynku seminarium duchownego na Ostrowie Tumskim w Poznaniu,
- po 1955 – elementy wyposażenia wnętrza kościoła św. Antoniego Padewskiego w Poznaniu na Starołęce,
- 1966 – projekt rozwiązania przestrzennego i układu posadzki kamiennej na placu przed katedrą poznańską.